# نیرنگ‌های اسکاپن

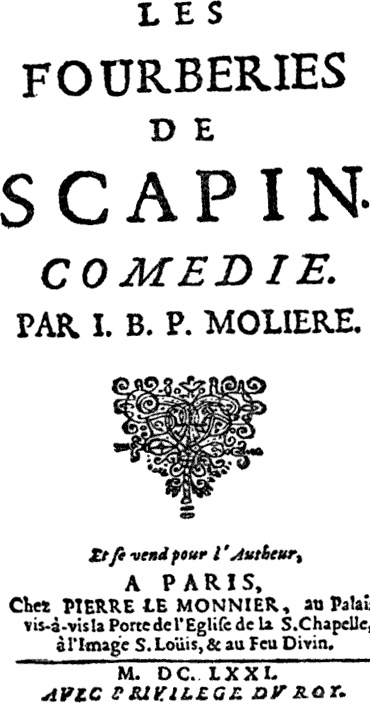
صفحه اول نیرنگ‌های اسکاپن

نیرنگ‌های اسکاپن (به فرانسوی: Les Fourberies de Scapin) نام نمایشی کمدی از ژان باپتیست پوکلن (به فرانسوی: Jean-Baptiste Poquelin) متخلص به مولیر، نویسنده فرانسوی است.

## خلاصهٔ داستان نمایش‌نامه
اسکاپن نوکر باهوش و حقه بازی است که دوست دارد با مشکلات دست و پنجه نرم کند و ارباب‌های پولدار و خسیس را به کارهایی که خود می‌خواهد وادارد و به این شکل از آنها انتقام بگیرد.
دو جوان " اکتاو " و "له آندر " هردو عاشق شده‌اند ولی برای رسیدن به دختران مورد علاقهٔ خود "هیاسنت " و " زربینت " مشکلاتی دارند از یکطرف پدرها با این ازدواج مخالفند و از طرف دیگر پول لازم برای این کار را ندارند. پدرها می‌خواهند پسرانشان با دخترهای نجیبی که آنها برای پسرانشان انتخاب کرده‌اند ازدواج کنند. مشکل را فقط اسکاپن که پیش خدمت "له آندر" است می‌تواند حل کند. او با مهارت و تردستی یک هنرمند پول لازم برای رسیدن پسران به عشق هایشان را از پدرانشان درمی‌آورد و همزمان ضرب شستی به ارباب‌ها می‌زند. پسرها ازدواج می‌کنند و در مجلس شادی همه خوبند چون پسرها همان دخترهایی را گرفتند که پدرها می‌خواستند و این تنها اسکاپن است که درگوشه‌ای کز کرده و فراموش شده‌است.

## ساختار
نوع: کمدی - گونه: کمدی موقغیت

## شخصیت‌ها به ترتیب
۰اکتاو= پسر آرگانت و عاشق هیاسنت
۰سیلوستر= نوگر اکتاو
۰اسکاپن= پیش خدمت له آندر (شخصیت محوری نمایش)
۰هیاسنت= دختر ژرونت
۰آرگانت= ارباب خسیس پدر اکتاو و زربینت
۰ژرونت= ارباب پدر له آندر و هیاسنت
۰ له‌آندر= پسر آرگانت و عاشق زربینت
۰کارل= نوکر
۰زربینت= دختر آرگانت
۰دایه = حمایتگر هیاسنت